# Manro
El manro es un juego típico del pueblo de Silván perteneciente al municipio de Benuza, en la comarca tradicional de La Cabrera, en El Bierzo, en la Provincia de León, Comunidad Autónoma de Castilla y León (España). 
Su origen es incierto y su práctica se está perdiendo. 

## Reglas de juego
Se enfrentan dos equipos que se colocan uno enfrente del otro, encima de una línea imaginaria y con una separación entre ambos de unos 20 metros. El objetivo del juego es apresar a los miembros del otro bando, cuando no quede ninguno el juego habrá acabado.
- Datos: Q5991796